# Bentemaden
Bentemaden (Stellingwerfs; Bentemaoden) is een buurtschap in de gemeente Ooststellingwerf, in de Nederlandse provincie Friesland.
Het ligt 2 kilometer ten noorden van het dorp Oosterwolde, waar het officieel ook onder valt. Er staan vijftal huizen aan de gelijknamige straat, die is aangelegd tijdens de ruilverkaveling begin jaren 1970. Er was toen nog sprake van zevental woningen.
De buurtschap zelf is ontstaan in het begin van de twintigste eeuw. De naam is officieel ingevoerd eind jaren 60 van die eeuw. Het is vernoemd naar een laag liggend stuk land (een made) waar buntgras op groeide.
Het ligt samen met Jardinga, Schrappinga en Weper op een zandrug tussen de Boven Tjonger (de bovenloop van de Tjonger) en het Grootdiep.